# 57e division d'infanterie (Allemagne)
Pour les articles homonymes, voir 57e division d'infanterie.
La 57e division d'infanterie (en allemand : 57. Infanterie-Division ou 57. ID) est une des divisions d'infanterie de l'armée allemande (Wehrmacht) durant la Seconde Guerre mondiale.

## Création
La 57e division d'infanterie est formée en août 1939 à Landshut dans le Wehrkreis VII en tant qu'élément de la 3. Welle (3e vague de mobilisation).
Après la rupture de la poche de Tcherkassy en février 1944, elle est retirée de la Pologne et réaménagé avec des éléments du détachement de corps B. La division retourne sur le Front de l'Est et est détruite à l'est de Minsk en juillet 1944 lors de l'offensive d'été soviétique. Les restes de la division forment le divisions-Gruppe 57, qui est affecté au détachement de corps G.

## Organisation

### Commandants
| Date                                   | Grade                  | Commandant        |
| -------------------------------------- | ---------------------- | ----------------- |
| 1er septembre 1939 - 26 septembre 1941 | Generalleutnant        | Oskar Blümm       |
| 26 septembre 1941 - 10 avril 1942      | General der Infanterie | Anton Dostler     |
| 10 avril 1942 - 10 octobre 1942        | Generalleutnant        | Oskar Blümm       |
| 10 octobre 1942 - 20 février 1943      | General der Infanterie | Friedrich Siebert |
| 20 février 1943 - 1er septembre 1943   | Generalleutnant        | Otto Fretter-Pico |
| 1er septembre 1943 - 19 septembre 1943 | Generalleutnant        | Vincenz Müller    |
| 19 septembre 1943 - 7 juillet 1944     | Generalleutnant        | Adolf Trowitz     |

### Officiers d'opérations (Generalstabsoffiziere (Ia))
| Date                                  | Grade          | Commandant       |
| ------------------------------------- | -------------- | ---------------- |
| 1er septembre 1939 - 1er juillet 1942 | Oberstleutnant | Hans Schmidt     |
| 1er juillet 1942 - 1er mai 1943       | Oberst         | Otto Eckstein    |
| 1er mai 1943 - 20 mars 1944           | Oberstleutnant | Hans Heidenreich |
| 10 juillet 1944                       | Oberstleutnant | Hans Sapauschke  |

## Théâtres d'opérations
- Pologne : septembre 1939-mai 1940
- France : mai 1940-juin 1941
- Front de l'Est, secteur Sud : juin 1941-février 1944
  - 5 juillet au 23 août 1943 : bataille de Koursk
- Front de l'Est, secteur Centre : février 1944-juillet 1944

## Ordre de bataille
1939
- Infanterie-Regiment 179
- Infanterie-Regiment 199 “List”
- Infanterie-Regiment 217
- Aufklärungs-Abteilung 157
- Artillerie-Regiment 157
  - I. Abteilung
  - II. Abteilung
  - III. Abteilung
  - IV. Abteilung
- Pionier-Bataillon 157
- Panzerabwehr-Abteilung 157
- Nachrichten-Abteilung 157
- Versorgungseinheiten 157

1942
- Grenadier-Regiment 164 (1)
- Grenadier-Regiment 199 “List”
- Grenadier-Regiment 219
- Radfahr-Abteilung 157
- Artillerie-Regiment 157
  - I. Abteilung
  - II. Abteilung
  - III. Abteilung
  - IV. Abteilung
- Pionier-Bataillon 157
- Panzerjäger-Abteilung 157
- Nachrichten-Abteilung 157
- Feldersatz-Bataillon 157
- Versorgungseinheiten 157

1943-1944
- Grenadier-Regiment 164 (2)
- Grenadier-Regiment 199 “List”
- Grenadier-Regiment 219
- Grenadier-Regiment 676 (3)
- Füsilier-Bataillon 57
- Artillerie-Regiment 157
  - I. Abteilung
  - II. Abteilung
  - III. Abteilung
  - IV. Abteilung
- Pionier-Bataillon 157
- Panzerjäger-Abteilung 157
- Nachrichten-Abteilung 157
- Feldersatz-Bataillon 157
- Versorgungseinheiten 157

## Décorations
Des membres de cette division ont été récompensés à titre personnel pour leurs faits de guerre:
- Insigne de combat rapproché en Or
  - 2
- Agrafe de la liste d'honneur
  - 10
- Croix allemande
  - en Or : 62
  - en argent: 1
- Croix de chevalier de la Croix de fer
  - 17
  - 2 feuilles de chêne
  - 1 glaives